# Liu Xianwei
Liu Xianwei est un patineur de vitesse sur piste courte chinois.

## Biographie
Il participe aux épreuves de patinage de vitesse sur piste courte aux Jeux olympiques de 2010.